# Tamm
Tamm là một đô thị ở huyện Ludwigsburg, Baden-Württemberg, Đức. Đô thị này có diện tích 8,78 km², dân số thời điểm ngày 31 tháng 12 năm 2006 là 12.112 người. Đô thị này có cự ly 6 km về phía tây bắc của Ludwigsburg, 4 km về phía nam của Bietigheim-Bissingen, và khoảng 17 km về phía bắc của Stuttgart.

## Dân số
Dân số của Tamm theo điều tra năm 2005 là 12.112 người. Diễn biến dân số trong quá khứ như sau :
- 1980: 8.364
- 1982: 8.873
- 1984: 9.586
- 1986: 10.615
- 1988: 11.261
- 1990: 11.500
- 1992: 11.840
- 1994: 11.731
- 1996: 11.751
- 1998: 11.463
- 2000: 11.455
- 2002: 12.067
- 2004: 12.060
- 2005: 12.112